# Косак-Баб'юк Любов Олексіївна
Любов Олексіївна Коссак-Баб'юк (нар. 23 серпня 1922, Коломия, нині Івано-Франківська область — пом. 21 липня 2014, Львів) — піаністка, науковець, музикознавець, кандидат філософських наук, професор, педагог. Дочка Олекси Коссака, сестра Лідії Коссак.

## Життєпис
Любов Олексіївна Коссак (Баб’юк)  народилася 23 серпня 1922 року у м. Коломиї (нині Івано-Франківська область) у сім’ї адвоката Олекси Коссака та учительки музики Олени Курп’як (Коссак).
Навчалася в Коломиї у школі імені Княгині Ольги, жіночій гімназії Українського педагогічного товариства «Рідна школа» та філії Вищого музичного інституту імені М. Лисенка (клас фортепіано Г. Лагодинської). Упродовж 1945 – 1951 років навчалася у Львівській державній консерваторії ім. М. В. Лисенка на фортепіанному факультеті (клас фортепіано Т. Шухевича), з паралельним навчанням (з 1946 року) на історико-теоретичному факультеті  (клас музикознавства С. Людкевича, Р. Сімовича).  Після закінчення навчання в аспірантурі (спеціалізація "Естетика") при філософському факультеті Київського державного університету ім. Т. Шевченка (нині Київський національний університет імені Тараса  Шевченка ) у 1955 році захистила кандидатську дисертацію на тему «Питання соціалістичного змісту і національної форми у радянському мистецтві» і здобула науковий ступінь кандидата філософських наук.
Працювала з 1948 р.(починаючи з третього курсу навчання в консерваторії) у Львівському державному музичному училищі (нині Львівський музичний коледж імені С. П. Людкевича), упродовж 1954 – 1992 років у Львівській державній консерваторії ім. М. В. Лисенка (нині Львівська національна музична академія імені М. В. Лисенка).
Померла у Львові 21 липня 2014 року, похована на цвинтарі в Брюховичах, біля Львова.

## Науково-педагогічна діяльність
У Львівській державній консерваторії  ім. М. В. Лисенка працювала на посадах викладача, від 1966 – доцента, від 1968 – декана фортепіанного факультету, упродовж 1972 –  1986 років  –  завідувача кафедри історії музики, упродовж 1986 – 1992 років – професора кафедри історії музики. Викладала естетику та історію зарубіжної музики. Була автором науково-методичних розробок з питань музичної естетики, історії музики, зокрема історії музичної культури Коломийщини. У  центрі її наукових зацікавлень були проблеми національних особливостей української музики, розвиток музикознавства в Галичині, а також творчість західноукраїнських композиторів і виконавців XIX – XX ст. – Дениса Січинського, Станіслава  Людкевича, Романа Сімовича, Євгена Козака, Дезидерія Задора, Анатолія Кос-Анатольського, Соломії Крушельницької, Марії Байко, Марії Крих, Лідії Шутко, Олега Криштальського, Володимира Ігнатенка, Богдани Фільц та ін. Рецензувала музичне життя Львова на сторінках місцевої і київської преси.

## Наукові праці
- Деякі питання національних особливостей музики // Пит. історії та теорії укр. музики. Львів, 1960. Вип. 2;
- Адам Мечиславович Солтис // Укр. рад. музика. К., 1962;
- Розвиток самодіяльного музичного мистецтва західних областей України за роки радянської влади // Укр. музика. Львів, 1972;
- Музично-педагогічна діяльність С. П. Людкевича // Творчість С. Людкевича. Київ, 1979;
- З історії музичного життя Коломиї // Музика Галичини. Львів, 1997. Вип. 2;
- Мої роздумування про Стефанію Павлишин // Syntagmation. Збірник наукових статей на пошану доктора мистецтвознавства професора Стефанії Павлишин. Ред. - упорядник Л. Кияновська. Львів, 2000. – С. 153 -159.
- Станіслав Людкевич і музична культура Коломиї // Музика Галичини. Т.VI. Львів, 2001. – С. 109 -114.[2][3]